# Chiesa di Santa Maria della Sanità (Strongoli)
La chiesa di Santa Maria della Sanità è un luogo di culto cattolico della città di Strongoli, in Provincia di Crotone. Era anticamente la chiesa annessa all’Ospedale dei Poveri di Strongoli a cui si lega la sua intitolazione (“sanità” dal latino sanitas, ossia buona salute).

## Storia
La chiesa venne edificata nel 1617 a spese del vescovo di Strongoli Mons. Sebastiano Ghislieri (1601-1626), nipote di papa Pio V. Il vescovo dette personalmente le indicazioni relative alla decorazione interna della chiesa, con particolare attenzione a quella del soffitto e dotò l’edificio di due campane necessarie per le funzioni.
Successivamente, il vescovo ordinò anche di costruire accanto alla chiesa l’Ospedale dei Poveri, per il ricovero dei bisognosi ed il Monte di Pietà, per le offerte di frumento agli indigenti.
Nel 1624 lo stesso vescovo ampliò l’Ospedale, acquistando un ulteriore immobile posto nelle vicinanze della chiesa.
Nel 1626 il vescovo Ghislieri venne sepolto proprio nella chiesa di Santa Maria della Sanità da lui fondata nella quale venne posto un epitaffio in suo ricordo.
A partire dal 1640 la chiesa divenne la sede della Confraternita della Morte, attiva a Strongoli fin dal 1592. La confraternita era composta da laici che si prendevano cura degli infermi e in particolare della sepoltura dei defunti, oltre che della raccolta delle elemosine necessarie al finanziamento delle attività di assistenza. La confraternita cessò di operare tra il 1684 ed il 1687.
Durante l’episcopato di Antonio Maria Camalda (1663-1690) l’ospedale annesso alla chiesa venne intitolato a Santa Maria della Sanità e a San Giorgio.
La chiesa di Santa Maria della Sanità e l’annesso Ospedale erano retti da un procuratore, laico o (più spesso) ecclesiastico, nominato dal vescovo di Strongoli.
Nel 1752, durante l’episcopato di Mons. Domenico Morelli, la chiesa e l’ospedale potevano contare su una rendita di 90 ducati annui.
L’esistenza dell’Ospedale annesso alla chiesa di Santa Maria della Sanità è attestata fino all’episcopato dell’ultimo vescovo di Strongoli, Mons. Pasquale Petruccelli (1793-1798), avendo una rendita annua di 100 ducati.
Nella seconda metà dell’Ottocento l’ospedale venne dismesso e adibito a civile abitazione; la chiesa di Santa Maria della Sanità, invece, fu oggetto di importanti lavori di restauro tra il 1852 ed il 1857.

## Descrizione
Esternamente l'edificio si presenta con facciata a capanna arricchita da lesene con capitello di ordine ionico e timpano sormontato da croce. Al centro della facciata si apre una grande finestra che dona luce all’interno dell’edificio e, al di sotto di essa, il portale d’ingresso. Sul lato posteriore dell’edificio si innalza la cupola del presbiterio, caratterizzata da uno stile bizantineggiante dato dall’uso di embrici alternati disposti in cerchi concentrici.
Il campanile, adiacente alla facciata, si presenta a tre ordini e termina con cuspide a pera.
Internamente la chiesa presenta un'unica navata con coro posto sopra il portale d’ingresso. In capo alla navata sta il presbiterio absidato ospitante l’altare maggiore nel quale è posta la tela raffigurante la Madonna della Sanità, realizzata nel 1853 da Francesco Santacaterina. Accanto all'altare è posto un crocifisso ligneo del 1987, opera di Francesco Vetere di Strongoli.  Sul presbiterio si innalza la cupola la cui volta era, originariamente, di colore blu con stelle in argento.
Ai lati dell’arco di accesso al presbiterio sono posti due altari: a sinistra l' altare dedicato a Santa Lucia, con tela del 1883 realizzata da Gaetano Basile di Borgia; a destra, l'altare dedicato al Sacro Cuore di Gesù. 